# Wgląd (psychiatria)
Wgląd – określenie używane w psychiatrii do oznaczenia poziomu rozumienia pacjenta co do własnej choroby, jej nasilenia i następstw, co ma wpływ na decyzję o potrzebie leczenia. Definiuje się go jako zrozumienie związku pomiędzy przeszłymi doświadczeniami, a obecnym stanem rzeczy.
Wgląd może przybierać formę od zaprzeczania występowania choroby do jej akceptacji i świadomości jej wpływu na siebie i innych.